# Садбері
С́адбері (англ. Sudbury; офіційно — City of Greater Sudbury — місто Велике Садбері) — назва гірничого міста та мідно-нікелевого району у провінції Онтаріо (Канада), в якому місто розташоване. Один з найважливіших у світі осередків видобутку нікелю й міді; 155 000 мешканців (1971), зокрема, понад 5000 українців. Місто виникло у 1880-х роках; перші українці прибули на роботу в копальнях 1904 року. Організоване українське життя почалося тут 1909 року. Існують дві українські парафії — католицька й православна, — та низка організацій.

## Геологія
Запаси руди становлять 300 млн т. загальна кількість родовищ — 61. Розробляється 16, одне законсервовано, ще сім підготовлено до експлуатації. Видобуток ведеться підземним способом. Система розробки — суцільна з повною закладкою виробленого простору. Загальна продуктивність рудників в цілому по району — 18 млн т.

## Історія
Регіон Садбері було заселено індіанцями оджибва 9000 років тому після відступу льодовикового покриву
1856 року провінційний землемір Альберт Сальтер (англ. Albert Salter) знайшов магнітні аномалії, які вочевидь вказували на родовища корисних копалин, але його відкриття не привернуло уваги, тому що область була важкодоступною[джерело?]. Під час будівництва Канадської тихоокеанської залізниці 1883 року, вибухові й земляні роботи виявили високі концентрації нікелю-мідної руди на шахті Мюррей на краю басейну Садбері[джерело?]. Прихід спочатку називався «Сент-Анн-де-Пен» («Св. Анни Сосни») після місії єзуїтів одночасно встановлених в цьому районі. Громада була названа на честь містечка Садбері у Саффолку (Англія), яке було рідним містом дружини комісара Канадської Тихоокеанської залізниці Джеймса Вортінгтона. Садбері було зареєстроване як містечко 1893 року та його першим мером був Стівен Фурньє.

## Відомі особистості
В поселенні народились:
- Джеррі Топпаццині (1931—2012) — канадський хокеїст.
- Джордж Горн (1904—1929) — канадський хокеїст.
- Джим Вімер (нар. 1961) — канадський хокеїст.
- Джордан Кілганон (нар. 1992) — канадський професійний слем-данкер.

В поселенні жили або померли:
- Курилів Василь (1911—2004) — канадський громадський діяч і меценат.
- Чайка Іван — український військовий діяч, сотник, командир 10-ї бригади УГА.